# La Chasse (film, 1980)
Pour les articles homonymes, voir La Chasse.
Pour plus de détails, voir Fiche technique et Distribution.
La Chasse ou parfois Cruising (La Chasse) (Cruising) est un film germano-américain réalisé par William Friedkin, sorti en 1980.
Il s'agit de l'adaptation du roman américain Cruising (1970) de Gerald Walker, journaliste de New York Times.
Malgré la controverse et les critiques presse négatives à sa sortie, le film rencontre un succès, certes modeste au box-office. Il sera plus ou moins réhabilité par la presse au fil du temps.

## Synopsis
À New York, deux homosexuels sont sauvagement assassinés. Convaincu d'avoir affaire à un tueur en série, le capitaine Edelson demande à Steve Burns — jeune policier au physique proche des victimes — d'infiltrer le milieu SM gay de Meatpacking District. Chargé de découvrir le coupable, Steve ne part pas sans appréhension. Alors que Nancy, sa petite-amie, le questionne sur ses derniers changements, il garde le mutisme qui est de règle. Installé dans un appartement sous l'identité de John Forbes, le policier sympathise avec son nouveau voisin, Ted Bailey, et traîne la nuit dans les boîtes homosexuelles à la recherche de quelques indices.
Mais sa présence n'empêche pas deux nouveaux meurtres : l'un dans Central Park et l'autre dans une cabine de projection d'un film pornographique. Soupçonnant un nommé Skip Lee, Steve l'attire dans un hôtel où ses collègues policiers interviennent pour arrêter les deux hommes. Mais le piège tendu était inutile : Skip, après un interrogatoire humiliant, est disculpé par ses empreintes. Peu après, Edelson transmet à Steve les portraits des étudiants de Lukas (l'une des victimes) et le jeune policier y reconnaît l'un de ceux qu'il aperçoit dans les boîtes, Stuart Richards. Steve commence une filature et découvre chez l'étudiant des indices probants. Il le drague dans un parc, et au moment où celui-ci sort son couteau, Steve, plus prompt, le blesse. L'assassin est enfin pris.
Quelques jours après, on retrouve le corps de Ted, sauvagement assassiné, dans son appartement. Edelson se rend compte qu'il était le voisin de Steve. Le film se termine sur les images de Steve, qui s'est réinstallé chez sa petite amie. Il se rase, le regard dans le vague, alors que Nancy découvre sa tenue de cuir et l'essaie.

## Fiche technique
Sauf indication contraire, les informations mentionnées dans cette section peuvent être confirmées par la base de données cinématographiques IMDb,  présente dans la section « Liens externes ».
- Titre original : Cruising
- Titre français : La Chasse ou Cruising (La Chasse) (titre lors de la sortie cinéma en France en 1980)
- Réalisation : William Friedkin
- Scénario : William Friedkin, d’après le roman de Gerald Walker
- Musique : Jack Nitzsche
- Direction artistique : Edward Pisoni
- Décors : Bruce Weintraub
- Costumes : Robert De Mora
- Photographie : James A. Contner
- Montage : Bud S. Smith
- Production : Jerry Weintraub ; Burtt Harris (coproducteur)
- Sociétés de production : Lorimar Film Entertainment ; CiP-Europaische Treuhand (coproduction)
- Sociétés de distribution : United Artists
- Budget : 11 millions de dollars[1]
- Pays de production :  États-Unis,  Allemagne de l'Ouest
- Langue originale : anglais
- Format : couleur
- Durée : 102 minutes
- Genre : drame, policier, thriller
- Dates de sortie :
  - États-Unis : 8 février 1980 (avant-première mondiale à New York) ; 15 février 1980 (sortie nationale)
  - Allemagne de l'Ouest : 25 août 1980
  - France : 23 septembre 1980
- Classification[2] :
  - États-Unis : R (interdit aux moins de 17 ans non accompagnés)
  - France : interdit aux moins de 18 ans lors de sa sortie en salles, interdit aux moins de 16 ans depuis la réévaluation du palier de classification en 1990[3]

## Distribution
- Al Pacino (VF : Bernard Murat) : l'inspecteur Steve Burns
- Paul Sorvino (VF : Albert Augier) : le capitaine Edelson
- Karen Allen (VF : Annie Balestra) : Nancy
- Richard Cox (VF : Pierre Arditi) : Stuart Richards
- Don Scardino (VF : Éric Legrand) : Ted Bailey
- Joe Spinell (VF : Claude Joseph) : le patrouilleur DiSimone
- Jay Acovone : Skip Lee
- Randy Jurgensen (en) (VF : Daniel Gall) : l'inspecteur Lefransky
- Barton Heyman (VF : Jacques Thébault) : le Dr Rifkin
- Gene Davis (en) (VF : Guy Chapellier) : DaVinci
- Arnaldo Santana (VF : Joël Martineau) : Loren Lukas
- Larry Atlas (en) (VF : Michel Derain) : Eric Rossman
- Allan Miller (en) (VF : Marc de Georgi) : M. Berman
- Sonny Grosso : l'inspecteur Blasio
- Edward O'Neil (VF : Sady Rebbot) : l'inspecteur Schreiber
- James Remar (VF : François Leccia) : Gregory
- William Russ : Paul Gaines
- Mike Starr (VF : Roger Lumont) : le patrouilleur Desher
- Steve Inwood (en) (VF : Daniel Russo) : Martino Perry
- Leland Starnes (VF : Michel Paulin) : Jack Richards
- Charles Dunlap (VF : Med Hondo) : l'arnaqueur au bonneteau
- Powers Boothe : Hanky
- David Winnie Hayes (VF : Pierre Fromont) : un videur

## Production

### Genèse et développement
L'idée de départ vient d'un livre publié en 1970, Cruising (Piège à hommes, en France) de Gerald Walker, journaliste criminel du New York Times. L'auteur s'est inspiré de véritables meurtres d'homosexuels dans les années 1960. Le producteur Philip D'Antoni décide d'en acquérir rapidement les droits pour en faire un film et engage le jeune Steven Spielberg pour le réaliser. Le projet ne concrétisera finalement pas. Jerry Weintraub rachète les droits et engage William Friedkin, comme réalisateur et scénariste.
Pour étoffer son scénario, William Friedkin fait appel à son ami Randy Jurgensen, déjà consultant sur French Connection (1971). Ancien policier, ce dernier a fait partie d'une brigade du NYPD surnommée de manière péjorative la « brigade des tantouzes » (The Pussy Posse) par d'autres policiers. Les deux hommes ont fait de nombreuses recherches pour le film et ont notamment fréquenté le Meatpacking District et ses clubs SM. Le réalisateur est en contact avec certains membres de la mafia, qui possèdent alors ces clubs.
Le réalisateur propose tout d'abord le rôle principal à Richard Gere. Al Pacino est cependant séduit par le projet et Richard Gere va, quant à lui, partir tourner American Gigolo (1980) de Paul Schrader.
Pour maintenir Karen Allen dans l'ignorance de l'évolution du personnage campé par Al Pacino, William Friedkin ne lui a pas confié un script complet.
La Chasse est le premier film des acteurs Mike Starr, et Ed O'Neill. On y voit aussi James Remar dans le petit rôle d'un homosexuel louche.

### Tournage
Le tournage a lieu à l'été 1979. Il se déroule à Manhattan (Central Park, Greenwich Village, The Hellfire Club, Chelsea, université Columbia, 1 Police Plaza).
Le tournage est marqué par de nombreuses manifestations d'associations LGBT voulant empêcher les prises de vues. Certains enverront des lettres au maire de New York, Ed Koch, pour que les autorisations de tournage soient annulées.

## Accueil

### Sorties
La Chasse est dévoilé en avant-première mondiale le 8 février 1980 à New York, avant sa sortie nationale le 15 février 1980 dans tous les États-Unis. En Allemagne de l'Ouest, il sort le 25 août 1980 ; en France, le 23 septembre 1980.

### Controverses
Les associations homosexuelles protestèrent, que ce soit durant le tournage ou à la sortie du film, à cause de la vision donnée de l'homosexualité masculine et de la description négative de cette communauté que le film projetait — avec notamment le cliché des boîtes gay SM.
Ce désaveu gagna même Al Pacino, qui se brouilla avec William Friedkin. Affecté par les mises en accusation contre lui et l'équipe par des militants gay durant le tournage, Al Pacino a fait part dès ce moment de son malaise. Ainsi, dans une interview donnée au magazine Playboy en 1979, soit pendant le tournage du film, il dit comprendre les protestations et les craintes des homosexuels face à un long métrage qui montre des pratiques extrêmes au sein de cette communauté. Cependant, il déplore que les critiques se déchaînent sur le film alors que celui-ci n'est même pas achevé. De plus, il insiste dans cette interview sur le fait que le film ne prétend pas montrer un portrait objectif de la communauté gay, mais seulement un fragment de celle-ci, à l'image des films sur la mafia italienne ne montrant qu'un fragment de la communauté italo-américaine. Dans ses mémoires publiées en octobre 2024, il révèle avoir fait don de son cachet de façon anonyme à la suite des controverses.

### Censure
Lorsque le film passa devant la MPAA pour obtenir sa classification, il choqua fortement son président Richard Heffner qui déclara plus tard : « Il n’y a pas assez de X dans l’alphabet pour classer ce long-métrage ! » Des coupes furent imposées pour que le film ne soit pas classé X,.
Pour éviter cela — cette classification aurait rendu beaucoup plus difficile la distribution du long métrage et aurait causé un échec commercial —, Friedkin a dû réaliser un nouveau montage en retirant au total quarante minutes. C'est lors de ce nouveau montage qu'il a eu l'idée d'une fin laissant plusieurs interprétations possibles, notamment celle selon laquelle le policier incarné par Al Pacino serait l'un des tueurs (le montage suggérant également qu'il pourrait y avoir plusieurs tueurs).
L'acteur, découvrant sur le tard ces modifications, se serait senti trahi par le réalisateur car il aurait, selon ses dires, adapté son jeu pour que son personnage soit plus ambigu et plus cohérent avec cette possibilité. C'est notamment pour cette raison qu'Al Pacino a refusé de faire la promotion du film à sa sortie, et a longtemps exigé que celui-ci soit retiré de sa filmographie.
Après la censure aux États-Unis, le film a été interdit à sa sortie dans plusieurs pays comme la Finlande, l'Iran ou l'Afrique du Sud.

### Critiques
À sa sortie, le film est globalement mal accueilli par la presse. L'agrégateur Rotten Tomatoes rapporte que 50 % des 42 critiques ont donné un avis positif sur le film, avec une moyenne de 5,3/10.

### Postérité
Au fil du temps, le film sera peu à peu « réhabilité » par certains journalistes. En 2006, Camille Paglia déclare par exemple : 

« J'ai adoré La Chasse — alors que tout le monde le condamnait furieusement. Il avait une décadence underground qui n'était pas si différente de Histoire d'O ou d'un autre film high porn européen des années 1960. »

Plusieurs réalisateurs le classent aujourd'hui parmi leurs films favoris, comme Quentin Tarantino. Le réalisateur danois Nicolas Winding Refn considère ce film comme un « chef-d'œuvre ». Joshua et Ben Safdie le citent comme une influence majeure.

William Friedkin reviendra quelques années plus tard sur sa collaboration tumultueuse avec Al Pacino en déclarant notamment : 

« Travailler avec Al Pacino a été l’une des pires expériences professionnelles de ma vie. C’est vraiment un acteur surestimé. À l’époque, en plus, il avait pris de très mauvaises habitudes de travail. Il était devenu paresseux. Sans compter qu’il se pointait tous les jours en retard sur le tournage. »
Ou encore : « Je ne me souviens pas d’un seul jour où Pacino soit arrivé sur le plateau en ayant appris ses répliques. Il lisait le scénario juste avant que la caméra soit prête à tourner. […] Il n’a jamais rien compris à ce qu’il devait jouer. »

En 2014, Friedkin admet finalement : « avec le recul des années, je trouve qu’il n’est pas si mal dans le film. »

### Box-office
Lors de sa sortie en salles initiale aux États-Unis, La Chasse rapporte 19 798 718 de dollars de recettes au box-office, pour un budget estimé à 11 millions,. Quinze ans plus tard, il totalise 14 495 dollars de recettes lors de sa ressortie de 1995, puis 15 805 dans une ressortie internationale en 2008.
En France, le long métrage totalise 670 259 entrées.

## Distinctions
Nominations
- Stinkers Bad Movie Awards 1980 : meilleure musique pour Jack Nitzsche
- Razzie Awards 1981 :
  - Pire film pour Jerry Weintraub
  - Pire réalisateur pour William Friedkin
  - Pire scénariste pour William Friedkin
- Satellite Awards 2007 : meilleur DVD classique

## Sortie vidéo
Le film ressort dans une copie validée par William Friedkin chez Arrow, le 20 août 2019 puis le 19 janvier 2022 en France en Director's Cut.

## Autour du film
- Après avoir échoué à obtenir les droits du livre Cruising, Brian De Palma réalise son propre film, Pulsions[4]. Le film à un mécanisme équivalent : un individu vulnérable sert de proie pour arrêter un tueur en série. Néanmoins, la censure se jette sur La Chasse, beaucoup trop violent pour l'époque[23]. Pulsions devient un classique du thriller horrifique et l'un des films phares de De Palma.
- À la quatre-vingt-quatrième minute, Stuart Richards dit à Steve Burns : « T'en fais pas, Dorothée, y a pas un chat. » Il s'agit vraisemblablement d'une allusion à la jeune héroïne du Magicien d'Oz : telle Dorothy, le flic s'est aventuré dans le mystérieux pays d'Oz (comme le suggère Nicolas Winding Refn à la fin de son entretien avec Friedkin, enregistré en février 2015, à propos du Convoi de la peur).
- Interior. Leather Bar. est un docufiction sur un projet de film cherchant à recréer les scènes censurées du film, présenté au festival de Sundance en 2013.